# XM214微型砲機槍
XM214“微型砲”（XM214 Microgun）是一款由美国通用电气公司以M134“迷你砲”作為基礎，擬為了達到單兵攜帶便攜性而、用以取代白朗寧M2HB而设计及生產的试验型加特林式转管机枪，儘管到了最後都仍然無法達到大規模生產階段。被稱為“微型砲”的原因是因为XM214其实是“迷你砲”的比例縮小版本，发射中间威力的5.56×45毫米M193和M196球狀裝藥突击步枪子弹。

## 歷史及設計
最初，XM214是為了滿足飛機上的應用。後來，美国通用电气公司將其發展成為一個單兵武器系統，被稱為通用電氣Six-Pak系統。完整的Six-Pak系統連1,000發彈鏈（兩個彈箱裝載）總重量是85磅（38.56公斤），空槍重量可以與不少的重機槍相比。而XM214本身的重量是27磅（12.25公斤）。Six-Pak系統可以只交由一個小隊的兩名士兵，並利用槍架連接座的功能架設在M122三腳架或裝甲車的槍架樞軸以上。全槍的總長度是41英吋（1,041.4毫米），槍管的長度是27英吋（685.8毫米）。全槍的寬度（包括兩盒彈箱在內）為17.48英吋（444毫米）。而瞄準具型式通常是光學望遠鏡。
Six-Pak系統是由XM214（主體）、彈藥包、電源模塊和彈藥模塊（例如兩盒500發5.56×45毫米北約子彈彈箱）的連接口，一併安裝在機槍槍架以上。子彈是通過專用的柔性輸彈帶和輸彈槽來供彈。當第一盒彈箱的子彈已經用盡以後，就會自動從第二盒彈箱之中取出子彈以繼續射擊，同時亦會發出清晰可見的警告，表示需要將下一盒彈箱安裝到機架上。而電源模塊載有24伏特的鎳-鎘电池和0.8馬力（0.6千瓦）的电动机，以固態電子的方式控制。除非其使用的電池的電源是來自裝甲車，否則其電池在充電以後通常會在發射大約3,000發子彈以後才會完全耗盡的。整個系統可以迅速地分解成兩個方便攜帶的部份，每個部分的重量大約是19.05公斤（42磅）。這是指在XM214上的輸彈槽的末端位置裝有一件可以快速分解的零件。
在啟動电动机的時候，射手可以按照情況而調整XM214本身的射速，例如Six-Pak的射速可以由400發／分鐘至高達4,000發／分鐘。根據简氏军事情报系列图书（英語：Jane's Infantry Weapons）所指，後來的版本的理論發射速率更要求高達6,000發／分鐘。不過，現代機槍第五卷（英語：The Machine Gun Volume V）的作者喬治·欽恩卻爭辯說，XM214可以改變其供彈速度和理論發射速率高達10,000發／分鐘，而方便攜帶型的Six-Pak則僅限於為4,000發／分鐘。而电动机的系統還裝有連點射限制裝置（英文：Burst Limiter）的保險手柄（同時作為輸彈口蓋卡柄）和在XM214射擊以後的自動清潔處理裝置。
通用动力公司聲稱其最高射速是12,000發／分鐘，而且直到2005年才在他們的目錄之中提供。

## 微型砲筴艙
XM214亦被用作基礎並研製出88×10英吋（2,240×254毫米）的5.56毫米微型砲筴艙（英語：Gun pod），主要是使用在輕型飛機及直升機上。它可以裝載的彈藥的數量是1,500—3,500發，裝載的重量是186—300磅（84.37—136.08公斤）。供彈的容器改為無彈鏈供彈的彈筒，在平常時的發射速率是6,000發／分鐘（1.5馬力），但如果有特別需要的話，亦可以調整到1,000發／分鐘（0.75馬力）或10,000發／分鐘（3.2馬力）的發射速率。而電源可以由內置的電池組提供，亦可以從飛機或直升機本身提供。

## 推廣和待遇
能夠發射M16突擊步槍所使用的5.56×45毫米北約步枪彈藥這點是微型砲機槍的主要賣點。使用標準突擊步槍彈藥的快速連發機槍的出現，令陸軍和空軍都對於能安裝在飛機、直升機和裝甲車上的XM214的應用表現出興趣。更小巧更輕便的微型砲機槍可以取代全副武裝的武裝飛機和攻擊直升机上的M134“迷你砲”，騰出空間以裝備彈藥、裝備甚至更多的機槍。某些無法承受較大型的M134“迷你砲”的小型航空器可以裝備具有300發子彈的XM214“微型砲”筴艙。通用電氣公司投放了該武器給海軍於河川船隻上使用。公司的工程師提出了許多安裝的安排，包括敞開的船門、機門，航空器的機翼或機鼻，把半打的微型砲機槍安裝在經修改以後的炸彈艙，甚至在自動防空網路的砲塔以內。
但是，微型砲機槍的顯著特徵—使用5.56×45毫米步枪彈藥—也是它的大敗筆。對於航空器砲手而言，“微型砲”的精度會受高速和範圍影响，因而比7.62毫米口徑的“迷你砲”更為有限。通用電氣為試圖通過使微型砲機槍作為步兵武器而作出重新調整的努力，但陸軍沒有表現出興趣。

## 可能被重新啟用
由於在21世纪初需要加強在城鎮地形方面的軍事行動的战术（美國軍隊稱之為“城市地形的軍事行動”，簡稱：MOUT），可能會令XM214系統重新被啟用，用途亦會改為坦克或是装甲输送车的近迫武器系統。目前持有XM214生產牌照的通用动力公司還會將XM214的射速大大增加至12,000發／分鐘，並會將這武器安裝在裝甲戰鬥車輛上，以用作對火箭推進榴彈（RPG）或是對反坦克飛彈（ATGM）的防禦性武裝。
可惜，大約在2011年，XM214已經從通用动力公司的產品目錄上被刪除，而且它已經被鐵拳主动防护系统所取代。